# Toshiro Sakai
Toshirō Sakai (jap. 坂井利郎 Sakai Toshirō; ur. 23 listopada 1947 w Tokio) – japoński tenisista, reprezentant w Pucharze Davisa.
Praworęczny zawodnik był czołowym japońskim tenisistą przełomu lat 60. i 70. XX w. Sześć razy zdobył halowe mistrzostwo Japonii w grze pojedynczej (1968, 1970, 1972, 1973, 1974, 1976), dwukrotnie w grze podwójnej (1974, 1976, w parze z Kenichi Hirai). W 1976 był mistrzem Azji zarówno w singlu, jak i deblu z Hirai. W rozgrywkach międzynarodowych zaliczył finał turnieju w Osace w singlu (1973) oraz finał turnieju w Düsseldorfie w deblu (1974). W imprezach wielkoszlemowych dochodził do III rundy US Open (1971), Wimbledonu (1973) i French Open (1974). Na US Open 1971 wyeliminował w I rundzie Vitasa Gerulaitisa, dla którego był to debiut zawodowy.
W latach 1968–1975 Sakai występował w reprezentacji narodowej w Pucharze Davisa. W ramach tych rozgrywek miał na koncie zwycięstwa m.in. nad znanymi Australijczykami – Johnem Newcombe (1973), Philem Dentem (1975), Colinem Dibleyem i Johnem Cooperem (1971). Jako deblista partnerował Kenichi Hirai i Junowi Kamiwazumi. Łączny bilans jego występów to 20 zwycięstw i 17 porażek.
Pełnił funkcję kapitana reprezentacji męskiej w Pucharze Davisa, później również reprezentacji kobiecej w Fed Cup (1992, 1995–1996). Prowadził m.in. kadrę kobiecą w czasie meczu z Niemkami, kiedy Japonki pokonały faworyzowane rywalki (z Anke Huber i Steffi Graf w składzie) 3:2 (1996). Reprezentacja Japonii osiągnęła w tymże roku półfinał Fed Cup, przegrywając ostatecznie z Amerykankami. Sakai jest działaczem Japońskiej Federacji Tenisowej, m.in. pełnił funkcję dyrektora wykonawczego. Był również dyrektorem naczelnym turnieju zawodowego Japan Open w Tokio.